# New York Film Critics Circle Award al miglior film di saggistica
Il New York Film Critics Circle Award al miglior film di saggistica (New York Film Critics Circle Award for Best Non-Fiction Film) è un premio assegnato annualmente dal 1980 dai membri del New York Film Critics Circle al miglior film di saggistica distribuito negli Stati Uniti nel corso dell'anno.
Fino al 1998 è stato assegnato con il nome New York Film Critics Circle Award al miglior documentario (New York Film Critics Circle Award for Best Documentary).

## Albo d'oro

### Miglior documentario

#### Anni 1980
- 1980: Best Boy, regia di Ira Wohl
- 1984: The Times of Harvey Milk, regia di Rob Epstein
- 1985: Shoah, regia di Claude Lanzmann
- 1986: Marlene, regia di Maximilian Schell
- 1988: La sottile linea blu (The Thin Blue Line), regia di Errol Morris
- 1989: Roger & Me, regia di Michael Moore

#### Anni 1990
- 1991: Paris Is Burning, regia di Jennie Livingston
- 1992: Brother's Keeper, regia di Joe Berlinger e Bruce Sinofsky
- 1993: Visions of Light, regia di Todd McCarthy ed Arnold Glassman
- 1994: Hoop Dreams, regia di Steve James
- 1995: Crumb, regia di Terry Zwigoff
- 1996:  Quando eravamo re (When We Were Kings), regia di Leon Gast
- 1997: Fast, Cheap & Out of Control, regia di Errol Morris

### Miglior film di saggistica

#### Anni 1990
- 1998: The Farm: Angola, USA, regia di Liz Garbus, Wilbert Rideau e Jonathan Stack
- 1999: Buena Vista Social Club, regia di Wim Wenders

#### Anni 2000
- 2000: The Life and Times of Hank Greenberg, regia di Aviva Kempner
- 2001: Les glaneurs et la glaneuse, regia di Agnès Varda
- 2002: Standing in the Shadows of Motown, regia di Paul Justman
- 2003: Una storia americana - Capturing the Friedmans (Capturing the Friedmans), regia di Andrew Jarecki
- 2004: Fahrenheit 9/11, regia di Michael Moore
- 2005: Grizzly Man, regia di Werner Herzog
- 2006: Deliver Us from Evil, regia di Amy Berg
- 2007: No End in Sight, regia di Charles Ferguson
- 2008: Man on Wire - Un uomo tra le Torri (Man on Wire), regia di James Marsh
- 2009: Of Time and the City, regia di Terence Davies

#### Anni 2010
- 2010: Inside Job, regia di Charles Ferguson
- 2011: Cave of Forgotten Dreams, regia di Werner Herzog
- 2012: The Central Park Five, regia di Ken Burns
- 2013: Stories We Tell, regia di Sarah Polley
- 2014: Citizenfour, regia di Laura Poitras
- 2015: In Jackson Heights, regia di Frederick Wiseman
- 2016: O.J.: Made in America, regia di Ezra Edelman
- 2017: Visages villages, regia di Agnès Varda e JR
- 2018: Minding the Gap, regia di Bing Liu
- 2019: Honeyland (Medena zemja), regia di Tamara Kotevska e Ljubomir Stefanov

#### Anni 2020
- 2020: Time, regia di Garrett Bradley
- 2021: Flee (Flugt), regia di Jonas Poher Rasmussen[2]
- 2022: Tutta la bellezza e il dolore (All the Beauty and the Bloodshed), regia di Laura Poitras[3]
- 2023: Menus-Plaisirs - Les Troisgros, regia di Frederick Wiseman[4]
- 2024: No Other Land, regia di Basel Adra, Hamdan Ballal, Yuval Abraham e Rachel Szor[5]